# Balistes rotundatus
Balistes rotundatus és un peix teleosti de la família dels balístids i de l'ordre dels tetraodontiformes.

## Morfologia
Pot arribar als 27,2 cm de llargària total.

## Distribució geogràfica
Es troba a les costes de l'oceà Índic i a l'oest del Pacífic.